# パマナ島

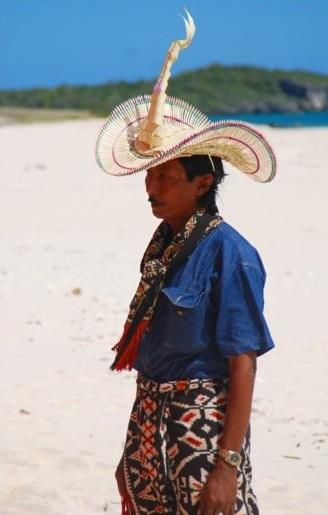
パマナ島を訪れた、ロテ島西部のマハラジャ（王）

パマナ島 (Pamana) は、インドネシアの小スンダ列島ロテ島の沖に位置する小さな島。緯度は南緯11度で、アジアの最南端にあたる。行政上は東ヌサ・トゥンガラ州ロテ・ンダオ県に所属する。南にオーストラリアのアシュモア・カルティエ諸島がある。
ダナ島 (Dana) 、ドナ島 (Dona) 、ンダナ島 (Ndana) とも呼ばれるが、付近にも同名のダナ島が存在する。
島内には鹿やさまざまな種類の鳥が棲息するほか、産卵のため毎年カメが上陸する。